# Uranienborg, Oslo

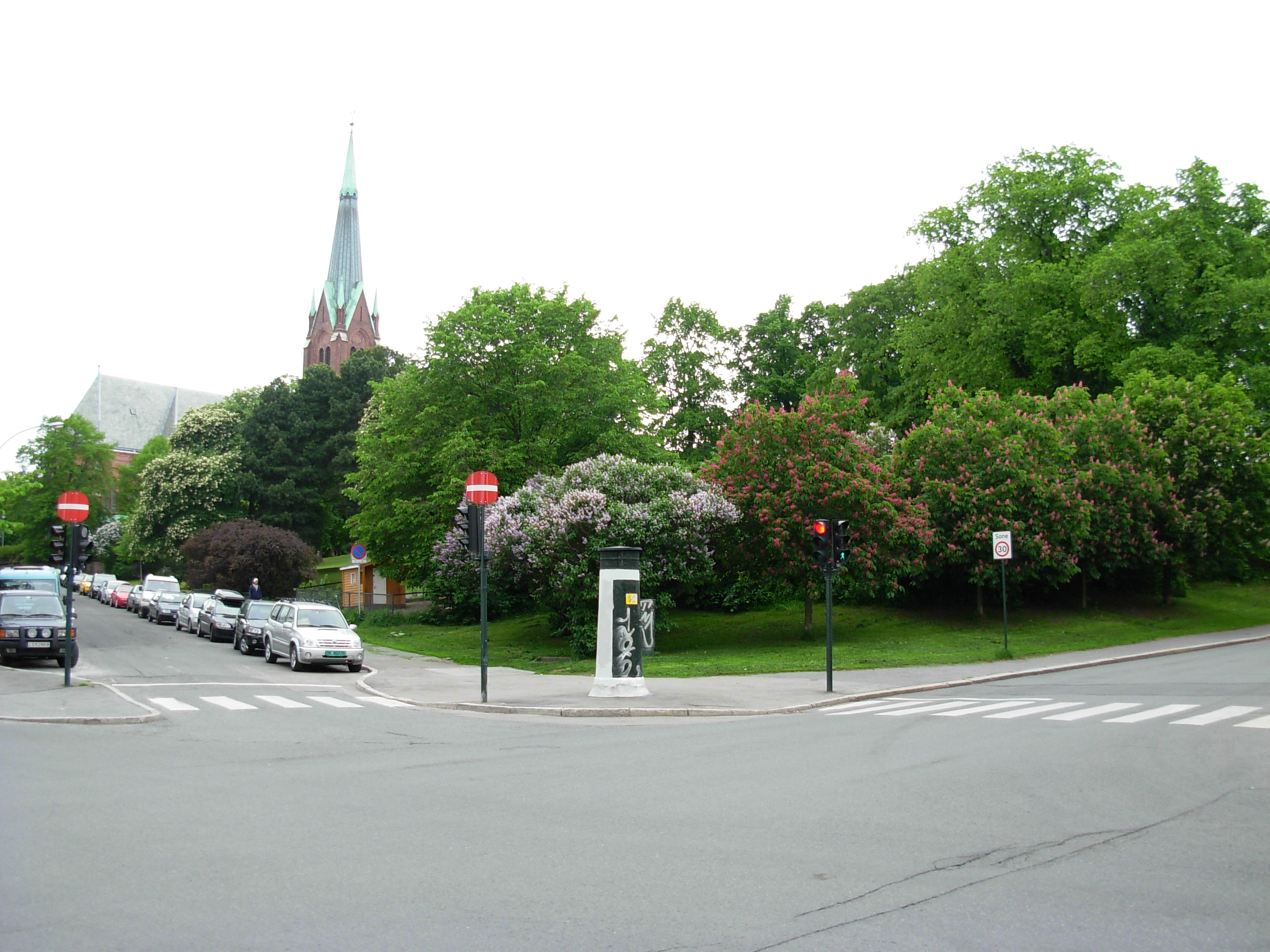
Uranienborgparken.

Uranienborg, uppkallat efter Uraniborg på ön Ven i Öresund, är ett område (strøk) i den administrativa stadsdelen Frogner i Oslo. Det ligger väster om kungliga slottet. I området ligger bl.a. kyrkan Uranienborg kirke.